# 崔建军 (运动员)
崔健军（1985年8月1日—），中国河南开封人，中国男子排球队队员，身高1.92米，体重75公斤，扣球高度3.5米，拦网高度3.4米，司职主攻。